# Азербайджано-эфиопские отношения
Азербайджано-эфиопские отношения — двусторонние отношения между Азербайджаном и Федеративной Демократической Республикой Эфиопия в политической, экономической, культурной и иных сферах

## Дипломатические отношения
Дипломатические отношения между Азербайджаном и Эфиопией впервые были установлены 2 ноября 1992 года.
Посольство Азербайджана в Эфиопии учреждено 28 декабря 2012 года. Посольство Эфиопии в Турции одновременно является посольством Эфиопии в Азербайджане. В Баку действует представительство Эфиопии.
В Парламенте Азербайджана действует двусторонняя рабочая группа по отношениям с Эфиопией. Руководитель группы — Рашад Махмудов.  
8-10 ноября 2017 года министр иностранных дел Азербайджана Эльмар Мамедъяров нанёс официальный визит в Эфиопию. В рамках визита состоялась встреча министра с президентом Эфиопии Мулату Тешоме, министром иностранных дел Эфиопии Воркене Гебейеху. По итогам встречи был подписан меморандум о взаимопонимании по политическим консультациям между министерствами иностранных дел Азербайджана и Эфиопии.
24-26 октября 2019 года для участия в 18 высшей встрече участников Движения неприсоединения в Баку с визитом прибыл государственный министр Эфиопии Маркос Текле.
Осуществляется сотрудничество в таких сферах, как экономика, торговля, образование, культура, медиа, инженерия, энергетика, медицина.
Между странами подписано 2 документа.
На международной арене сотрудничество между странами осуществляется в рамках ООН, Африканского союза.
26 февраля 2016 года по инициативе посольства Азербайджана в Эфиопии, в Аддис-Абебе было организовано мероприятие, посвящённое памяти жертв Ходжалинского геноцида.

## В области экономики
В мае 2017 года в Бакинском бизнес центре состоялась азербайджано-эфиопская деловая встреча, организованная Фондом поощрения экспорта и инвестиций. В мероприятии приняли участие около 30 бизнесменов, работающих в текстильной сфере.

## В области культуры
Начиная с 1960-х годов, в Азербайджане обучаются десятки студентов из Эфиопии.
31 марта 2017 года было представлено первое издание журнала «IRS» на амхарском языке.
В 2018 году во время кинофестиваля «Addis Ababa Asia Pacific film festival», проводимого в городе Аддис-Абеба был представлен азербайджанский документальный фильм «Под одним солнцем».
В 2019 году на фестивале европейских фильмов в Эфиопии был показан азербайджанский художественный фильм «Али и Нино».